# Anse-à-Galets
Anse-à-Galets este o comună din arondismentul La Gonâve, departamentul Ouest, Haiti, cu o suprafață de 372,01 km2 și o populație de 56.890 locuitori (2009).